# 拉沙佩勒维拉尔
拉沙佩勒维拉尔（法語：La Chapelle-Villars，法語發音：[la ʃapɛl vilaʁ]）是法国卢瓦尔省的一个市镇，属于圣艾蒂安区。

## 地理
拉沙佩勒维拉尔（45°28'21"N, 4°42'59"E）面积8.25 平方千米，位于法国奥弗涅-罗讷-阿尔卑斯大区卢瓦尔省，该省份为法国中南部省份，北起顺时针与索恩-卢瓦尔省、罗讷省、伊泽尔省、阿尔代什省、上盧瓦爾省、多姆山省和阿列省接壤。
与拉沙佩勒维拉尔接壤的市镇（或旧市镇、城区）包括：隆日、韦兰、许耶、帕沃赞、孔德里约。

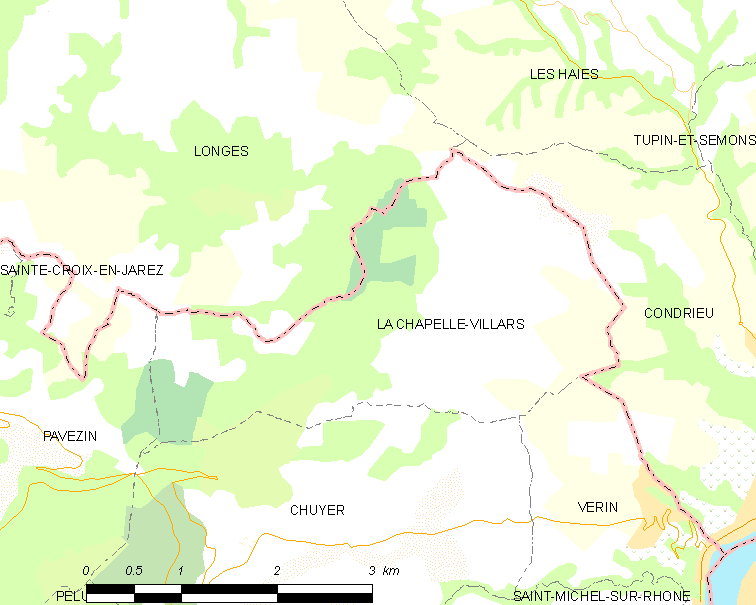
拉沙佩勒维拉尔的OSM定位图

拉沙佩勒维拉尔的时区为UTC+01:00、UTC+02:00（夏令时）。

## 行政
拉沙佩勒维拉尔的邮政编码为42410，INSEE市镇编码为42051。

## 政治
拉沙佩勒维拉尔所属的省级选区为勒皮拉县。

## 人口

1962-2008年间拉沙佩勒维拉尔人口变化图示

拉沙佩勒维拉尔于2022年1月1日时的人口数量为533人。